# Station Kyjiv-Pasazjyrsky

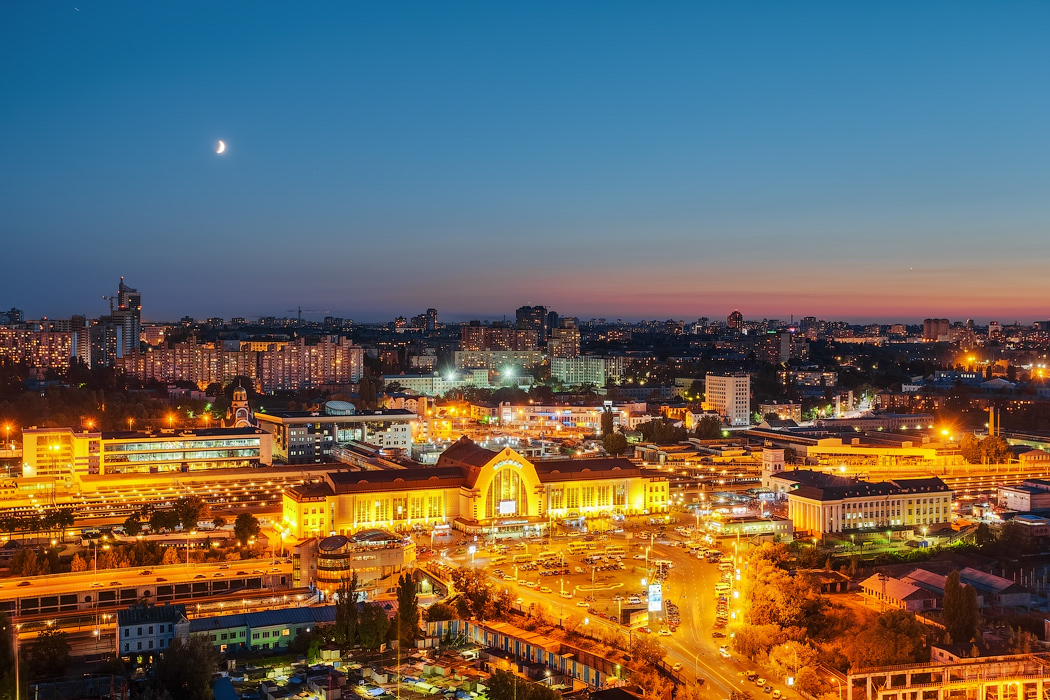
Kyjiv-Pasazjyrsky

Kyjiv-Pasazjyrsky (Oekraïens: Київ-Пасажирський), letterlijk Kiev-Passagiersstation is het belangrijkste spoorwegstation van Kiev. Alle langeafstandstreinen (binnenlands en internationaal) van en naar de Oekraïense hoofdstad maken gebruik van dit station, dat in 2005 dagelijks meer dan 170.000 reizigers verwerkte. Het complex omvat ook een station voor voorstadstreinen (elektritsjka's); aansluiting op het metronet is er via het station Vokzalna. Station Kyjiv-Pasazjyrsky bevindt zich ten westen van het historische centrum van de stad.

## Geschiedenis

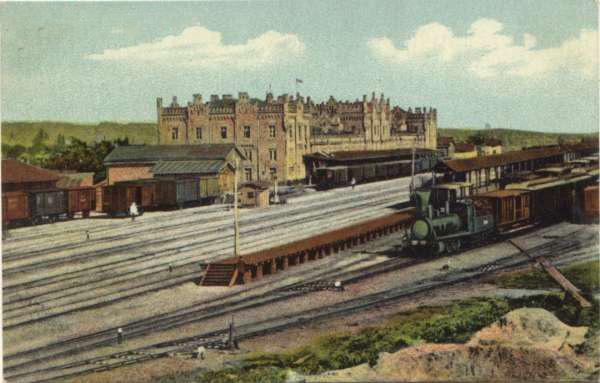
Het station van Kiev in de 19e eeuw

Het eerste station van Kiev verrees tussen 1868 en 1870 om de spoorlijnen naar Koersk en het Balticum te bedienen. Het bevond zich in het dal van de rivier de Lybid, op een plek waar eerder legerkazernes stonden. Het bakstenen gebouw in Engelse Gotiek telde twee verdiepingen en werd ontworpen door M. Vysjnevetsky.
Van 1927 tot 1932 werd er gewerkt aan het huidige station van de hand van Oleksandr Verbytsky. Het gebouw combineert de Oekraïense barok met elementen van het constructivisme. Na de Tweede Wereldoorlog werd het station gerenoveerd en in 1955 kwam een voetgangerstunnel onder de sporen en het stationsplein gereed. In de jaren 1960 kreeg het eerste perron een 200 meter lange overkapping. In 2001 onderging het station een grootschalige modernisering, waardoor de capaciteit van het complex bijna werd verdubbeld. Aan de zuidwestkant van het station verrees een geheel nieuwe stationshal.